# Roussanne
La roussanne est un cépage blanc à jus blanc de la vallée du Rhône et du sud de la France.

## Utilisation

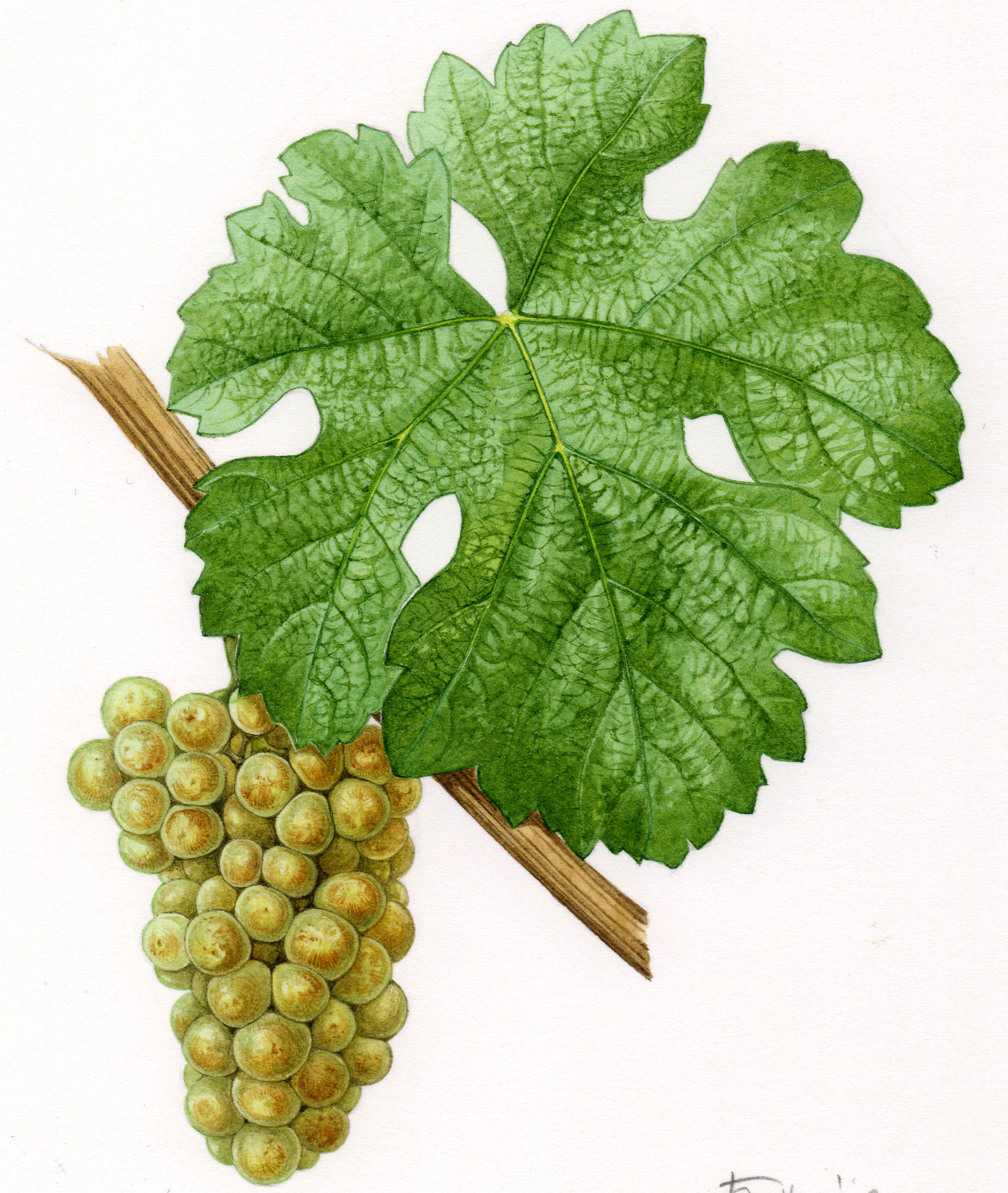
Grappe et feuille de roussanne.

Entre en particulier dans l'encépagement de l'hermitage et du châteauneuf-du-pape blancs.
En Ardèche, la Roussanne entre dans la composition du Saint-Péray blanc en assemblage avec la Marsanne.
En Savoie, la roussanne est appelée le bergeron.
Le vin issu de ce cépage est l'AOC chignin-bergeron (ou bergeron), par association du nom de la commune d'origine (Chignin) et du nom local du cépage (bergeron), ce qui le distingue de son voisin l'AOC chignin (cépage jaquère).

## Synonymes
Ce cépage a comme synonyme Barbin, Bergeron, Courtoisie, Fromental, Fromental Jaune, Fromenteal, Fromenteau, Greffon, Greffou, Martin Cot, Petite Rousette, Picotin Blanc, Plant de Seyssel, Rabellot, Rabelot, Ramoulette, Rebellot, Rebolot, Remoulette, Roussane, Roussane Blanc, Roussanne Blanc, Roussette, Rusan Belyi, Rusan Blan.

## Ampélographie
Les feuilles de la roussanne ont :
- La pointe de plus en plus ouverte. Elles sont velues et recouvertes d'un duvet blanc à reflets pourpres. Les jeunes feuilles sont déjà fortement sinuées.
- Larges et épaisses, elles possèdent cinq lobes profondément échancrés qui se referment vers le pétiole en forme de lyres. La surface des feuilles (également appelé la lame) est dentelée et terne. Les dents sont grandes par rapport aux variétés à large éventail.

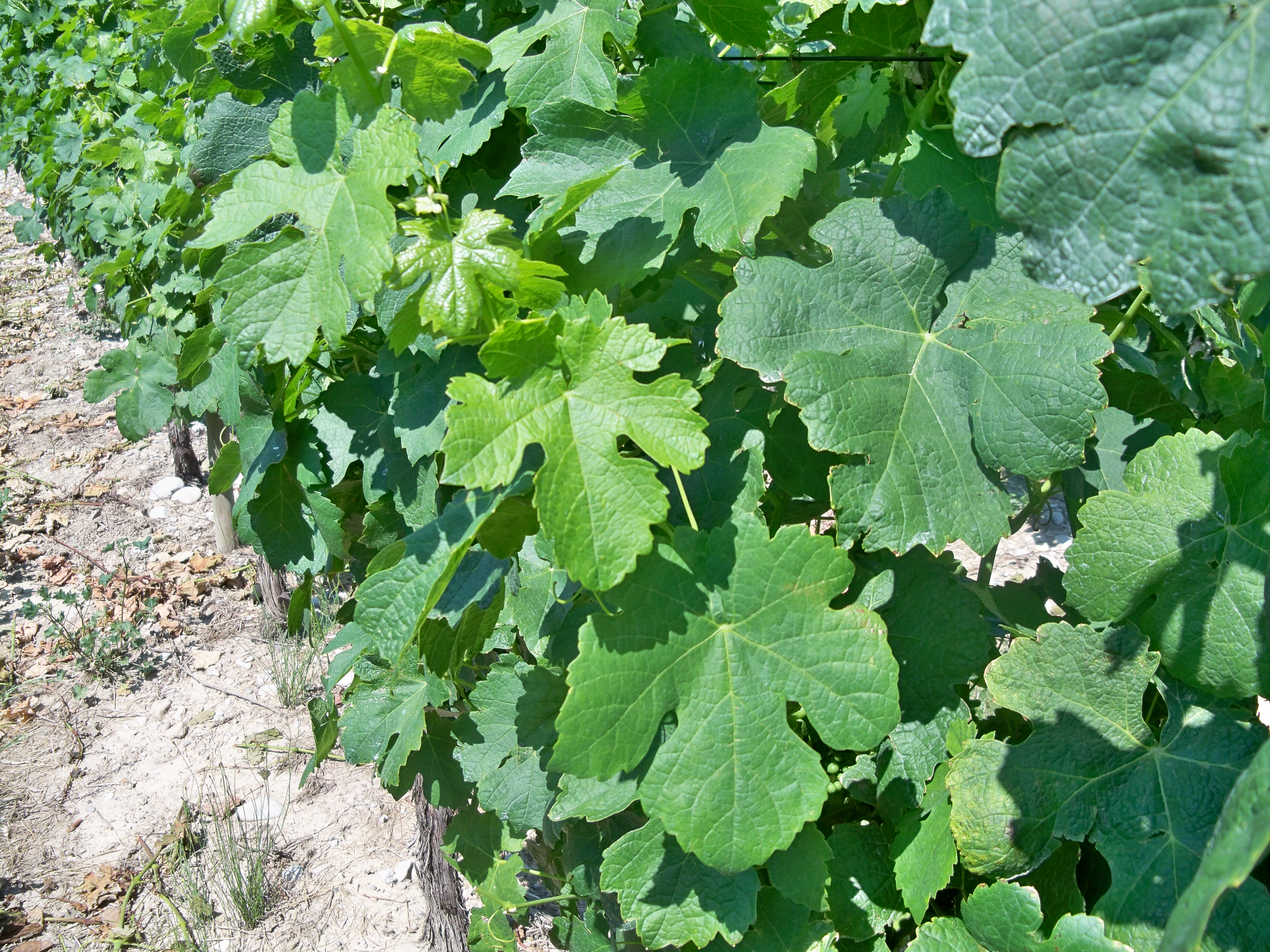
Feuillage de la roussanne

- Le raisin est de taille petite à moyenne. Les baies sont petites et charnues qui évoluent du blanc à la couleur jaune d'or avec une tendance à la rouille rouge à pleine maturité.

Ce cépage arrive à maturité environ 3 semaines et demie après le Chasselas. Il n'est guère résistant à la pourriture grise et à l'oïdium. Son rendement est faible et incertain. La roussanne a des fleurs hermaphrodites et s'auto-fructifie.